# Argumentum ad novitatem
Argumentum ad novitatem (łac. „argument do nowości”) – pozamerytoryczny sposób argumentowania, w którym dyskutant uznaje za dowód prawdziwości swojej tezy fakt, że jest ona nowa. Przejawia się najczęściej w formie przeceniania nowych hipotez lub teorii często niepopartych dowodami naukowymi lub niedoceniania starszych opcji.
Poprzez badania można dowieść prawdziwości danego twierdzenia, ale przedwczesne wyciąganie wniosków jedynie na podstawie ogólnego twierdzenia, że każda nowość jest dobra, jest błędem logicznym.

## Przykłady
- „Lek A jest lepszy od leku B, bo zawiera dodatkowe nowe składniki”.
- „Partia X jest zła, więc jeżeli wybierzemy partię B to będzie lepiej”.
- „Jeżeli nie będziesz aktualizował swojego systemu operacyjnego do najnowszych wersji, to twoje pliki będą mniej bezpieczne”.
- „Jeśli chcesz schudnąć, to musisz jeść zgodnie z najnowszą dietą”.